# Słodków Trzeci
Słodków Trzeci – wieś w Polsce położona w województwie lubelskim, w powiecie kraśnickim, w gminie Kraśnik.
W latach 1975–1998 miejscowość administracyjnie należała do ówczesnego województwa lubelskiego.
Wieś stanowi sołectwo gminy Kraśnik. Według Narodowego Spisu Powszechnego (III 2011 r.) wieś liczyła 677 mieszkańców. 
We wsi funkcjonuje szkoła podstawowa.
Wierni Kościoła rzymskokatolickiego należą do parafii Trójcy Przenajświętszej i Matki Bożej Częstochowskiej w Stróży-Kolonii.

## Położenie
Słodków Trzeci to jedna z 16 wsi sołeckich Gminy Kraśnik. Sołectwo Słodków Trzeci obejmuje tylko jedną wieś o tej samie nazwie. Wieś Słodków Trzeci położona jest w południowo-wschodniej części gminy.
Sołectwo położone jest wzdłuż drogi powiatowej Nr 22592 łączącej miasto Kraśnik z Szastarką przez wsie Pasieka – Słodków Pierwszy – Słodków Drugi – Słodków Trzeci oraz drogi gminnej nr 108382L charakteryzującą się dużą ilością zakrętów i małą szerokością pasa jezdni.

## Charakter gospodarczy
Wieś ma charakter rolniczy, rozwija się także agroturystyka. W miejscowości znajduje się cegielnia.
- turystyka – Słodków Trzeci stanowi teren o dużej atrakcyjności turystycznej dzięki urozmaiconej rzeźbie terenu, licznym wąwozom i terenom leśnym. Dodatkowymi atutami są liczne źródła rzeki Wyżnicy po zachodniej stronie wsi i przepiękny krajobraz Roztoczański po stronie wschodniej. Bogactwo ukształtowania terenu, liczne deniwelacje przekraczające 30 m, przepiękny las „Jurnica”, to wszystko sprawia, że w Słodkowie Trzecim można wypocząć niezależnie od pory roku.

W Słodkowie Trzecim doskonale widać zasadę układu osadniczego, wzdłuż drogi, w zwartej formie, praktycznie bez zabudowy rozproszonej. Ciekawe jest położenie szosy względem zabudowań. Wężyk szosy ma tu dominujące znaczenie, ponieważ wokół niej, pośrodku pagórków, usytuowane są budynki, poprzecinane skupiskami drzew. Całe piękno takiego położenia doskonale można zauważyć z wyżej położonych punktów miejscowości, których w sołectwie nie brakuje, skąd widać całą panoramę miejscowości.
Słodków Trzeci leży w obrębie Roztocza Zachodniego. Dominuje tu krajobraz rolniczo-leśny. Przeważają obszary pagórkowate o deniwelacjach przekraczających często 30 m. Istnieje sporo śródpolnych enklaw leśnych. Ponadto na granicy z gmina Szastarka znajduje się las mieszany Jurnica z przepiękną polaną i wąwozem. Atrakcyjna jest sama droga do lasu od wsi, ponieważ wrażenie robi stromy stok porośnięty modrzewiami (kat nachylania ok. 60-70 stopni), „Babia Góra” – niebezpieczna przełęcz, bogactwo roślin i zwierząt. Ponadto latem można wybrać się na grzyby, których w lesie nie brakuje, czarne jagody. Przy takiej leśnej wędrówce można natknąć się na powojenne okopy.
Na polu między Słodkowem Trzecim a Karpiówka rośnie dzika grusza o obwodzie 310 cm, prawdopodobnie najgrubsza w województwie lubelskim.
Innym ciekawym miejscem, trochę niedocenionym jest tzw. „Podgórze”, z enklawą dzikiej, nieskażonej przyrody.
W jednym z lasków znajduje się wąwóz, dno którego pokrywają przeogromne kamienie wapniowe.
Podobnym miejscem pod względem przyrodniczym są tzw. „Kobyle Doły”, bogate w wąwozy i strome zbocza. Warto również wspomnieć o Lesie Słodkowskim (las mieszany) bogatym w grzyby. Las stanowi swoistą otulinę obszaru oraz ma znaczenie mikroklimatyczne. W drzewostanie największy udział maja: buk, świerk i grab. Na szczególna uwagę zasługują jodła i buk – rosnące tutaj poza granica ich naturalnego zasięgu. Od 1993 r. Lasy Słodkowskie zostały włączone do tzw. Kraśnickiego Obszaru Chronionego Krajobrazu.
Innym niezwykłym miejscem charakteryzującym naszą miejscowość są źródełka, dające początek rzece Wyżnica. Rzeczka biegnie wśród łąk w kierunku Kraśnika, mijając stawy rybne. Gdy zakwitną kaczeńce tworzy się piękna panorama.
- agroturystyka – Przy Fundacji BOSA STOPA w Słodkowie Trzecim funkcjonują Kwatery Agroturystyczne:

Do dyspozycji:
- 1 pokój dwuosobowy
- 2 pokoje 5-osobowe

W domu znajduje się ekspozycja starego sprzętu domowego, a w ogrodzie dużo miejsca do wypoczynku.

## Demografia
| Opis     | 2006 | 2007 | 2008 |
| -------- | ---- | ---- | ---- |
| kobiet   |      | 374  |      |
| mężczyzn |      | 325  |      |
| ogółem   | 700  | 699  |      |

Stan na koniec każdego roku kalendarzowego

## Warunki geograficzno-klimatyczne
Słodków Trzeci położony jest na skraju Roztocza Zachodniego. Krajobraz wsi jest pagórkowaty, falisty. Wysokości bezwzględne wahają się w granicach ok. 240–260 m n.p.m. Najwyższe wzniesienie osiąga 295,5 m n.p.m. i jest to zarazem najwyższe wzniesienie Gminy Kraśnik. Charakterystycznym elementem krajobrazu są nieckowate doliny, wąwozy, jary oraz inne miseczkowate zagłębienia. Więcej wąwozów znajduje się na wyniosłościach prawostronnych niż lewostronnych. Dzięki rytmicznemu powtarzaniu się niektórych form, rzeźba upodabnia się do rzeźby roztoczańskiej, niespotykanej w innych częściach gminy.
Obecna rzeźba terenu to nie tylko wynik naturalnych procesów geomorfologicznych.
Dużą rolę odegrały działania człowieka, co „zaowocowało” kilkoma wykopaliskami powstałymi po eksploatacji piasku. Ponadto wytworem działań człowieka jest trapezowate wzniesienie wokół ujęcia wody, widoczne z wielu miejsc i przykuwające uwagę (w pobliżu cegielni – obok „gościńca blinowskiego”). Zjawiska te pogłębiają procesy eksploatacyjne lessu, na surówkę w cegielniach. Z dwóch cegielni znajdujących się na wsi jedna jest nadal czynna.
Tereny „Słodkowskie” zbudowane są ze skał wapiennych (kredowych), pokrytych utworami trzeciorzędowymi, a te z kolei czapami lessu, wykorzystywanymi do produkcji cegły. Osady na terenie wsi reprezentowane są głównie przez piaski.
Głównym ciekiem Gminy Kraśnik jest Wyżnica, mająca swoje źródło w Słodkowie Trzecim, na wysokości 229 m n.p.m. Warto dodać, że długość rzeki do ujścia w okolicy Józefowa wynosi 42,5 km. Poza źródłem wspomnianej rzeki istnieją jeszcze inne trzy źródełka, znajdujące się pod skarpą na Krancach dawnego folwarku. Dawniej rzeczkę nazywano Stróża. W 1994 r. obszar źródliskowy został uznany za prawnie chroniony użytek ekologiczny, co jest związane z zakazem zanieczyszczania wód oraz polowania na ptactwo wodne.
Dolina rzeki wraz z kompleksami leśnymi do niej przylegającymi jest częścią Kraśnickiego Obszaru Chronionego Krajobrazu.
Klimat ma cechy kontynentalne – krótkie, przejściowe pory roku, długie lata i zimy (ponad 100 dni). Pokrywa śnieżna utrzymuje się średnio 65 dni. Największe nasłonecznienie występuje w okresie czerwiec – wrzesień.
Opady deszczowe są stosunkowo nieduże.
Najczęściej wiejące wiatry to wiatry zachodnie.
Dzięki małym przekształceniom środowiska, na obszarze wsi występują rzadkie i chronione gatunki fauny i flory.
Pod względem przyrodniczym dość wysoka ocenę otrzymują również pola uprawne (gleby o wysokiej kulturze), związane z obszarem lessowym. Licznie występują tu zadrzewienia śródpolne, pełniące ważną rolę glebochronną i w istotny sposób podnoszące walory krajobrazowe. Na terenie wsi, ze względu na lokalne występowanie stosunkowo dużych deniwelacji, istnieje zagrożenie erozji gleb.

## Historia
(wspólny dla trzech miejscowości: Słodków Pierwszy, Słodków Drugi i Słodków Trzeci)
Pierwsze wzmianki o wsi pochodzą z 1565 r. Nazwa „Słodków” prawdopodobnie wzięła się od pasiek i uli, których swego czasu było sporo na tym terenie. Wiadomo, że pszczoły wytwarzają miód, który jest słodki i stąd nazwa miejscowości. Inna wersja mówi, że to od łąk i kwiatów, które w porze letniej pachniały słodko nektarem.
Miejscowość była już podana w rejestrze poborowych z 1676 r. jako Sladkow.
Należała wtedy do kasztelana halickiego, który zarządzał nią za pośrednictwem administratora ze służbą złożona z 7 osób. W 1827 r. wieś liczyła 80 domów zamieszkanych przez 610 osób. Była już wówczas własnością Zamoyskich. Włościanie (od 1864 r.) odznaczali się zamożnością, utrzymywali znaczne pasieki oraz zajmowali się furmaństwem.
Pod koniec XIX wieku Słodków liczył 135 osad włościańskich, w których mieszkało 987 osób. Areał ziemi uprawianej przez włościan wynosił 275 mórg.
W czasie II wojny światowej 17 mężczyzn ze Słodkowa należało do Armii Ludowej i Gwardii Ludowej. Ze Słodkowa Niemcy zabrali w 1942 r. 28 mężczyzn do obozu koncentracyjnego na Majdanku (w tym siedemnastu ww. działaczy organizacji), gdzie wszyscy zostali wymordowani.
Po okupacji wieś otrzymała elektryfikacje, szkołę Tysiąclecia, odcinki dróg o nawierzchni twardej.
Dziedzictwo kulturowe – Na terenie wsi znajdują się dwa zabytki objęte strefa pośredniej ochrony konserwatorskiej:Kapliczka z figura Sw. Jana Nepomucena i Kapliczka murowana z pocz. XX w. Ciekawym miejscem jest „grób Nieznanego Żołnierza”, położony na polu na styku Jurnicy i modrzewi.
We wsi znajduje się również pomnik poległych w latach 1939–1944 mieszkańców wsi.
Jest to niewielki teren położony przy drodze wiodącej przez wieś, wygrodzony niskim, metalowym ogrodzeniem. Pomnik w kształcie prostopadłościanu umieszczony jest na schodkowym podwyższeniu. Zawiera wykaz osób poległych oraz tablice z napisem: w hołdzie pomordowanym mieszkańcom wsi Słodków III przez okupanta niemieckiego w latach 1939–1944.
Osadnictwo – Model zabudowy w sposób szczególny charakteryzuje wieś. Doliną ciągnie się droga gminna, zaś na poboczach otaczających ją wzniesień znajdują się budynki mieszkalne i gospodarcze, co ważne – z dala od szosy, najczęściej w połowie pagórkowatych wzniesień. Można się domyślać, że spowodowane to było sezonowym zagrożeniem po zimie, gdzie topniejące śniegi z okolicznych lasów i pól zmieniają się w wodę, która spływa do najniżej położonych miejsc, co powoduje, że szosa płynie rwącą rzeką. Podobne niebezpieczeństwo istnieje po gwałtownych i obfitych ulewach. Przewidując taką ewentualność ludzie, aby uniknąć zalewania postanowili budować swoje domy nieco wyżej, aby uniknąć takich sytuacji.